# الدويحة
دويحة قرية سوريّة تتبع إداريّاً لمحافظة حلب منطقة منبج ناحية مركز منبج، بلغ تعداد سكانها 271 نسمة حسب التعداد السكاني لعام 2004.